# 海底谷

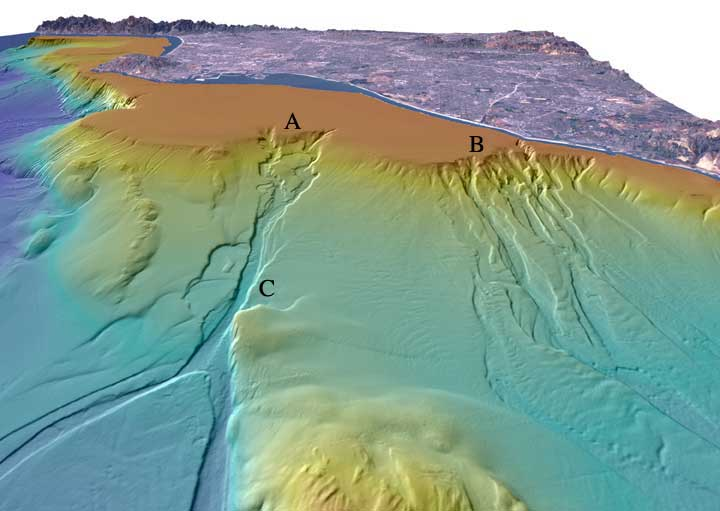
ロサンゼルス沖のサン・ガブリエルおよびニューポート海底谷の鳥瞰陰影起伏図。

海底谷（かいていこく、submarine canyon）とは、海底の大陸斜面に存在する渓谷である。海底谷は一般に大陸からの大河川の延長として海底へ連続的に伸び、最大距離数百km深度1kmに及ぶ。

## 成因
1960年代までは、沈水説が根強かったが、1970年代以後は乱泥流説を海底谷の本質的な成因とする考えが支持されている

### 沈水説
海底谷は、海面が現在よりも低く、河川が大陸棚の端に流れ出ることができた時代、すなわち地上にあるときに河の流れによって侵食され、その後に沈降したとする説である。
この理論は、氷期の海面が低い時代に地表であった地域（多くの渓谷が大河の沿岸部に発見される）に海底谷を見ることができることから支持されている。一方、海面下3,000mの斜面にも海底谷が確認できるが、海面の高さは、地球の大陸形成史において数千mも変動したとは考えられず、このような深海の谷の形成について説明することができない。
なお、ほとんどの地質学者は支持しないが、星野通平らは白亜紀以降に地球膨張し、結果的に海面も数千m上昇したという仮説（地球膨張説）を唱えた。

### 乱泥流説
海底地すべりによって発生した海中の乱泥流（タービダイト）により削られたとする説である。つまり、密度が濃い堆積物が、地震などのきっかけにより、侵食しながら大陸棚を流れ落ち、谷を形成する。
しかしながら、堆積物重力流のみに本質的な成因を求めることには無理があるとする研究者もいる。なお、富山深海長谷などは乱泥流説と考えられている。

## 海底谷の例

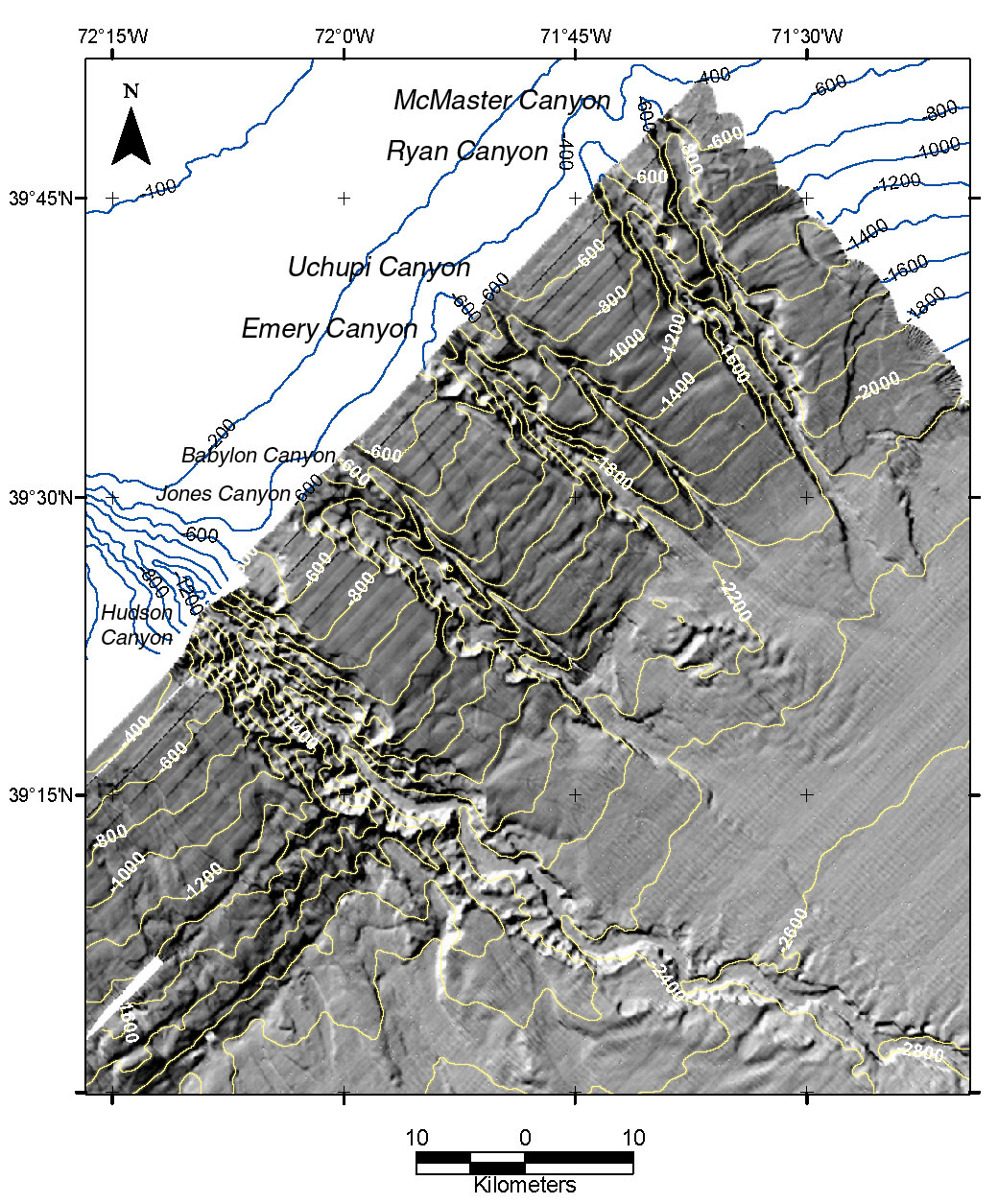
ニューヨーク沖。7つの海底谷があり、左のハドソン谷が最も深い。
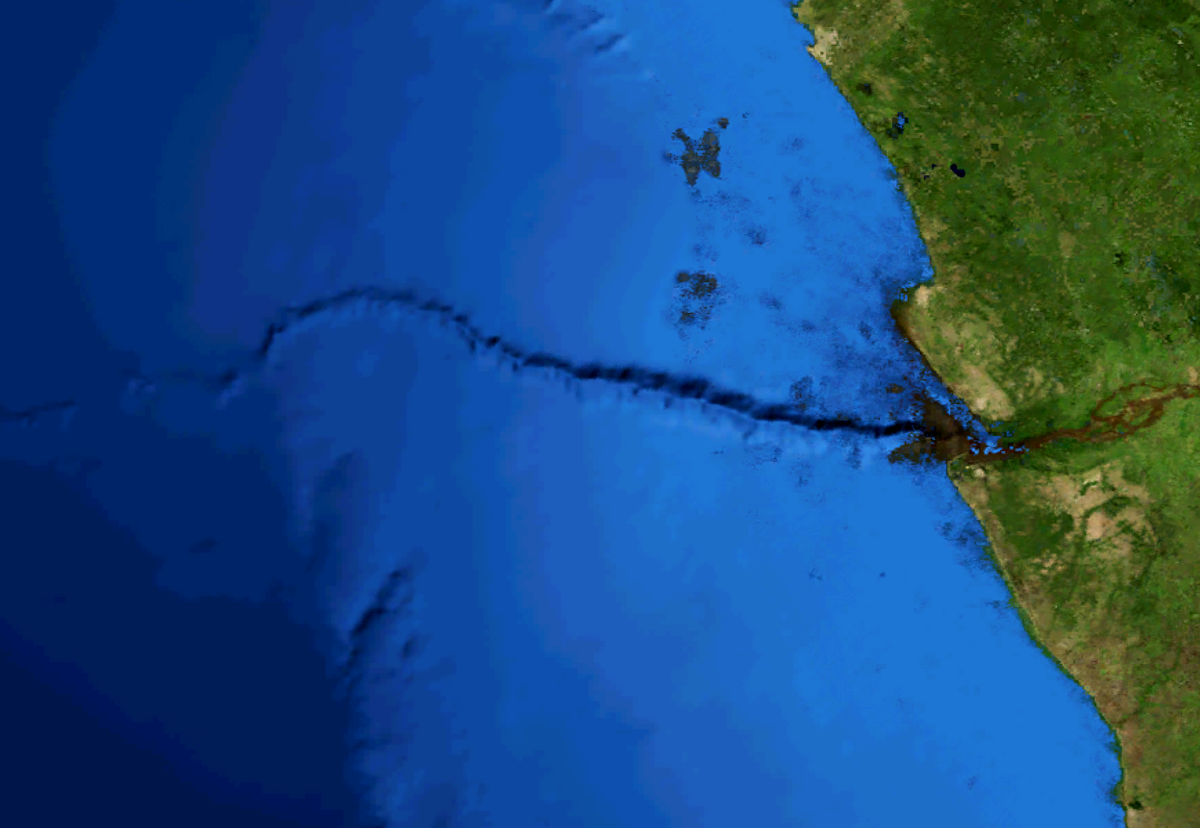
南西アフリカのコンゴ谷は約300kmの長さがある。
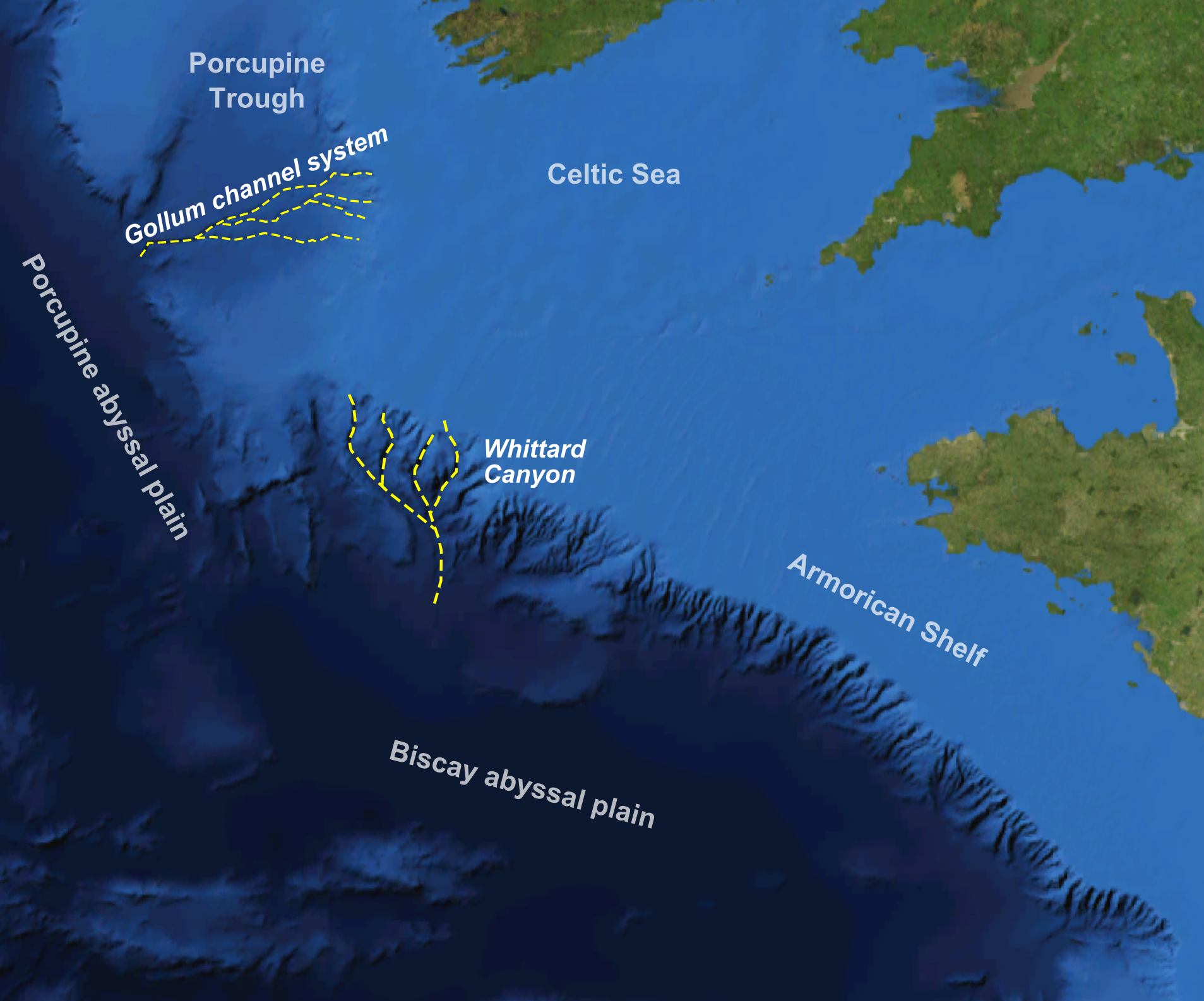
ビスケー海底平原北端のウィッタード谷。
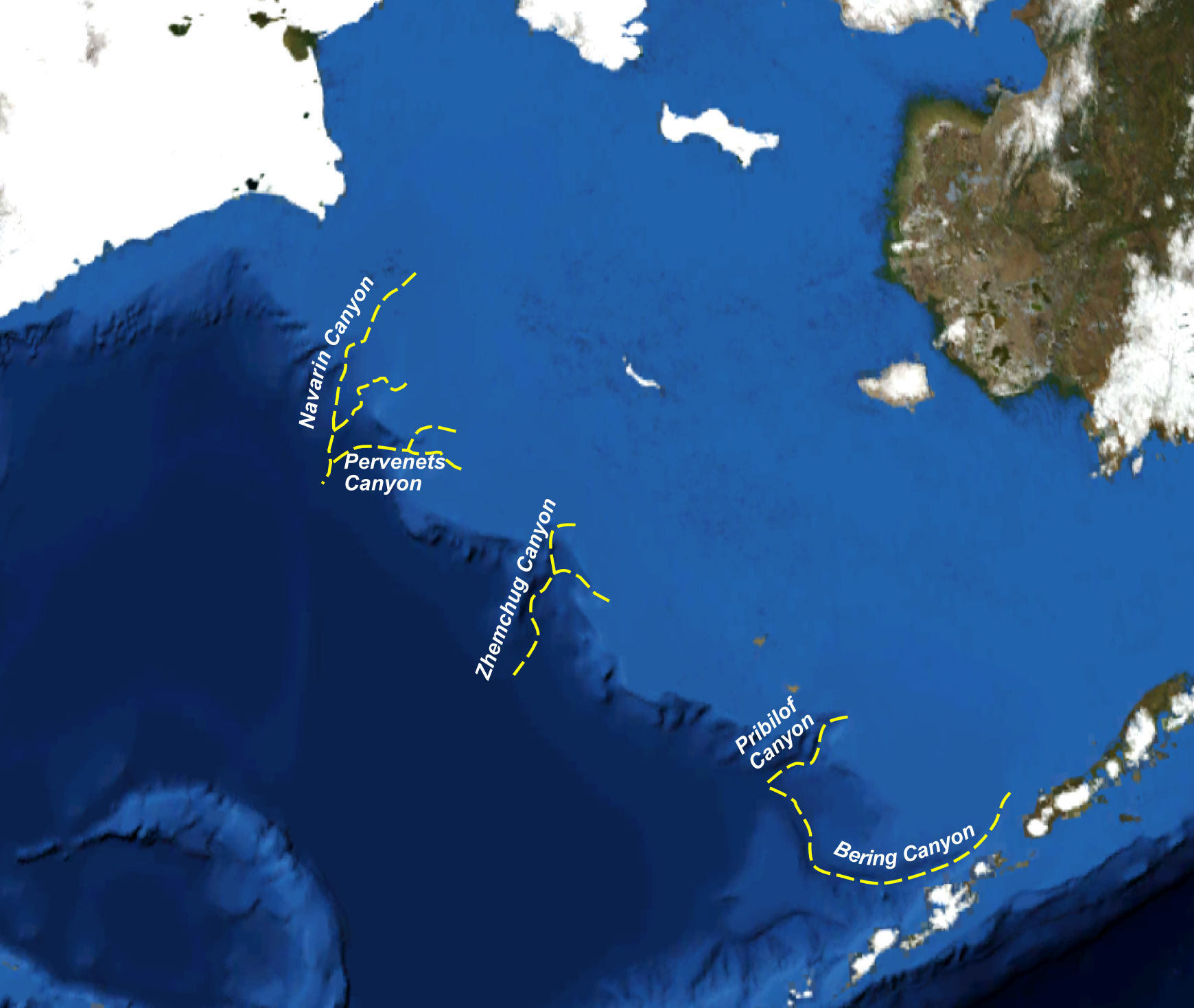
ベーリング海の海底谷。